# Skjeberg
Skjeberg är en tätort i Sarpsborgs kommun i Østfold fylke i sydöstra Norge. Orten växte upp som ett stationssamhälle sedan Østfoldbanan öppnats 1879. Orten kallas ofta än i dag Stasjonsbyen, trots att stationen lades ned 1983.
Tidigare har orten utgjort centralort i dåvarande Skjebergs kommun.